# グイドーニア・モンテチェーリオ1937FC
グイドーニア・モンテチェーリオ1937FC（Guidonia Montecelio 1937 FC）は、イタリア・ラツィオ州ローマ県グイドーニア・モンテチェーリオのサッカークラブである。2024-25シーズンはセリエDに所属している。
2023-24シーズンまではラツィオ州ヴィテルボ県モンテロージにありモンテロージ・トゥーシアFCと名乗っていたが、セリエD降格を機にグイドーニア・モンテチェーリオに移転、クラブカラーとクラブ名を変更し現在に至る。ここではモンテロージ時代も記載する。

## 歴史
1968年、SSモンテロージ (SS Monterosi)の名前で設立。8部からのスタートであったが、2007年にはプロモツィオーネ、2009年にはエッチェッレンツァに昇格した。
2020-21シーズンにセリエD ・ジローネGで1位になり、3部へ昇格。初のプロリーグ挑戦となった。
2021年にクラブ名をモンテロージ・トゥーシアFCに変更した。
2024年にグイドーニア・モンテチェーリオに移転、クラブ名をグイドーニア・モンテチェーリオ1937FCに変更した。

## タイトル

### 国内タイトル
- セリエD・ジローネG: 1回
  - 2020-21
- エッチェッレンツァ・ラツィオ: 1回
  - 2016-17

### 国際タイトル
無し

## 過去の成績
| シーズン | ディビジョン                   | ディビジョン | ディビジョン | ディビジョン | ディビジョン | ディビジョン | ディビジョン | ディビジョン | ディビジョン | コッパ・イタリア |
| シーズン | リーグ                         | 試           | 勝           | 分           | 敗           | 得           | 失           | 勝ち点       | 順位         | コッパ・イタリア |
| -------- | ------------------------------ | ------------ | ------------ | ------------ | ------------ | ------------ | ------------ | ------------ | ------------ | ---------------- |
| 2015-16  | エッチェッレンツァ ・ジローネA | 34           | 22           | 7            | 5            | 71           | 30           | 73           | 1位          | —                |
| 2016-17  | セリエD ・ジローネG            | 34           | 22           | 7            | 5            | 69           | 22           | 73           | 2位          | —                |
| 2017-18  | セリエD ・ジローネG            | 34           | 12           | 8            | 14           | 47           | 42           | 44           | 9位          | 1回戦敗退        |
| 2018-19  | セリエD ・ジローネG            | 38           | 20           | 7            | 11           | 58           | 39           | 67           | 6位          | —                |
| 2019-20  | セリエD ・ジローネE            | 26           | 14           | 8            | 4            | 35           | 20           | 50           | 2位          | —                |
| 2020-21  | セリエD ・ジローネG            | 34           | 24           | 9            | 1            | 65           | 26           | 81           | 1位          | —                |
| 2021-22  | セリエC ・ジローネB            | 36           | 13           | 12           | 11           | 40           | 38           | 51           | 9位          | —                |
| 2022-23  | セリエC ・ジローネB            |              |              |              |              |              |              |              | 位           |                  |